# 27791 Masaru
27791 Masaru este un asteroid din centura principală de asteroizi.

## Descriere
27791 Masaru este un asteroid din centura principală de asteroizi. A fost descoperit pe 24 februarie 1993 la Yatsugatake de Yoshio Kushida și Osamu Muramatsu. Asteroidul prezintă o orbită caracterizată de o semiaxă mare de 2,19 ua, o excentricitate de 0,06 și o înclinație de 4,7° în raport cu ecliptica.